# أبوستوليدس ضد أورامس
أبوستوليدس ضد أورامس هي قضية قانونية بارزة تم البت فيها في محكمة العدل الأوروبية في 28 أبريل 2009. يتعلق الأمر بحق اللاجئين القبارصة اليونانيين في استعادة الأراضي في شمال قبرص، الذين نزحوا بعد الغزو التركي لقبرص في عام 1974. وخلصت القضية إلى أنه على الرغم من أن قبرص لا تمارس سيطرة فعالة على شمال قبرص، إلا أن القضايا التي يتم البت فيها في محاكمها قابلة للتطبيق من خلال قانون الاتحاد الأوروبي.

## خلفية القضية
في عام 1974، نزح ميليتيوس أبوستوليدس، وهو مهندس معماري، مع عائلته من ممتلكاته في لابيثوس نتيجة لتقسيم قبرص الذي أعقب انقلاب القبارصة اليونانيين والغزو التركي اللاحق لقبرص
في عام 2002، استثمر ديفيد تشارلز وليندا إليزابيث أورامز، من هوف ، ساسكس، إنجلترا، 160 ألف جنيه إسترليني من صندوق التقاعد الخاص بهما للحصول على الأرض من طرف ثالث وبناء فيلا في المبنى. وادعى الطرف الثالث أنه حصل على العقار من جمهورية شمال قبرص التركية ، وهي دولة بحكم الأمر الواقع لم تعترف بها أي دولة حتى يومنا هذا باستثناء الجمهورية التركية.
وفي عام 2003، خففت الإدارة الفعلية لشمال قبرص القيود المفروضة على العبور على طول خط وقف إطلاق النار، مما أتاح الفرصة للقبارصة النازحين لزيارة ممتلكاتهم القديمة. زار ميليتيوس أبوستوليدس ممتلكاته وأكد بناء المنزل الذي تشغله عائلة أورام.

## الإجراءات القانونية في قبرص
رفع ميليتيوس أبوستوليدس قضيته إلى محكمة منطقة نيقوسيا،  مطالبًا عائلة أورام بإخلاء ممتلكاته. وعلى الرغم من أن شمال قبرص كيان فعال بحكم الأمر الواقع ، إلا أنه لا يزال دولة غير معترف بها دوليا. وتركزت قضية السيد أبوستوليدس على الحجة القائلة بأنه على الرغم من أن حكومة قبرص فقدت السيطرة الفعلية على الجزء الشمالي من الجزيرة في أعقاب الغزو التركي، إلا أن قوانينها لا تزال مطبقة حتى لو لم يكن من السهل تطبيقها.
في نوفمبر/تشرين الثاني 2004، أمرت محكمة منطقة نيقوسيا عائلة أورام بما يلي:
- هدم الفيلا وحوض السباحة والسياج التي أقاموها على ما اعتبرته المحكمة أرض السيد أبوستوليدس
- يسلم على الفور إلى السيد أبوستوليدس حيازة الأرض مجانًا
- دفع مبالغ مختلفة للسيد أبوستوليدس على سبيل التعويضات الخاصة ورسوم الإيجار الشهرية (بما في ذلك الفوائد) حتى يتم الامتثال للحكم
- الامتناع عن الاستمرار في التدخل غير القانوني في الأرض، سواء شخصياً أو من خلال وكلائهم
- دفع مبالغ مختلفة فيما يتعلق بتكاليف ونفقات الإجراءات (مع الفوائد على تلك المبالغ).

استأنفت عائلة أورام هذا القرار، وتم الاستماع إليه في المحكمة العليا في قبرص. تم رفض الاستئناف.

## الإجراءات القانونية في إنجلترا وويلز

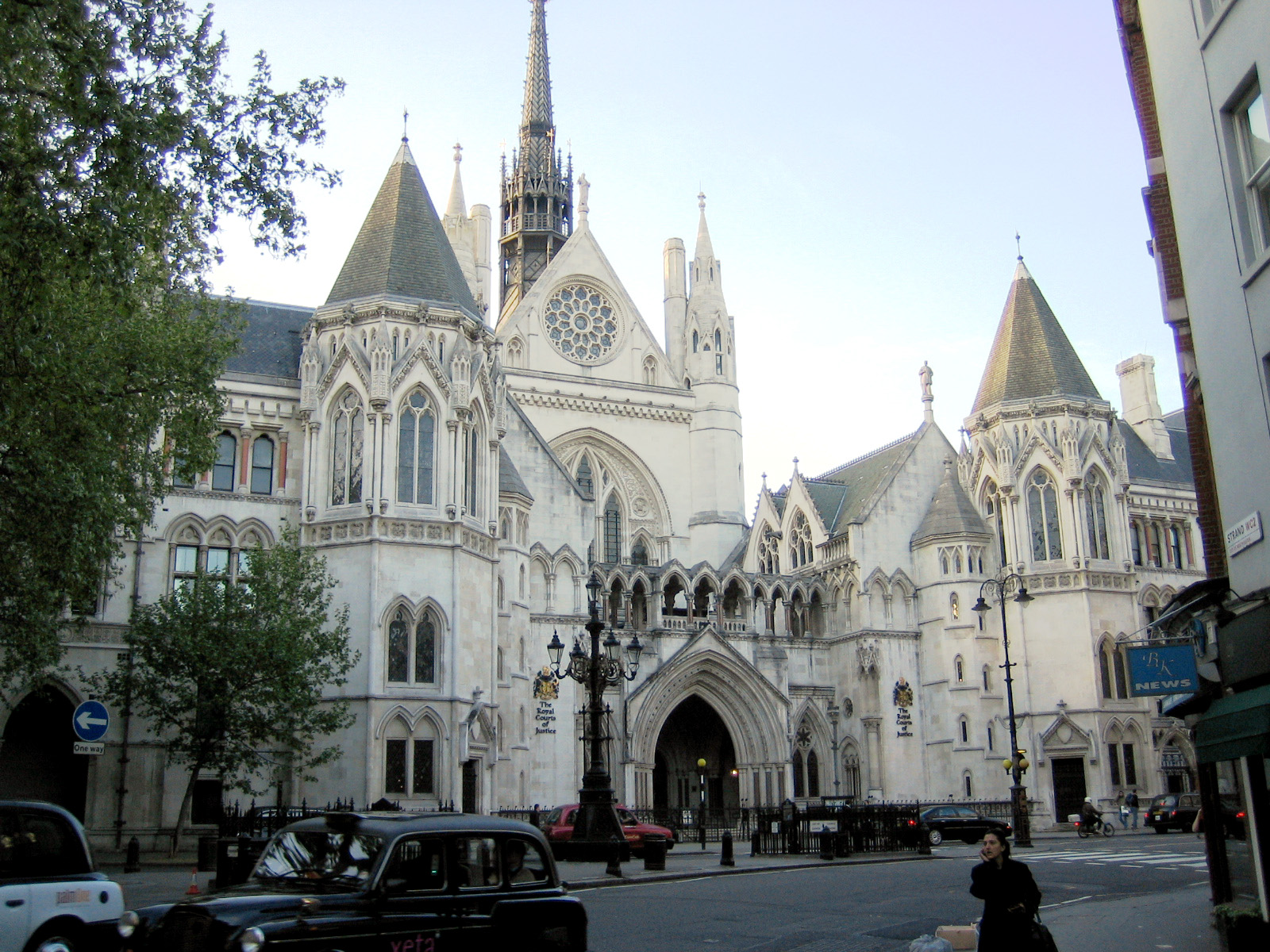
محاكم العدل الملكية

ونظرًا لتقسيم الجزيرة، لم يكن الحكم الذي توصلت إليه المحكمة القبرصية قابلاً للتنفيذ بشكل مباشر، ومن ثم استخدم السيد أبوستوليدس لوائح الاتحاد الأوروبي لتسجيله وتطبيقه ضد أصول عائلة أورامز في المملكة المتحدة. إجراءات تنفيذ الأحكام بين الدول الأعضاء في الاتحاد الأوروبي منصوص عليها في اللائحة رقم 44/2001. وقد تم تمثيل عائلة أورام في المحاكم الإنجليزية من قبل شيري بلير ، وهو الإجراء الذي انتقده رئيس قبرص آنذاك تاسوس بابادوبولوس . وقال إنه بسبب طبيعته السياسية، لا ينبغي أن تكون زوجة رئيس الوزراء متورطة في مثل هذه القضية.
وفي سبتمبر 2006، حكمت محكمة العدل العليا لصالح عائلة أورام. واستأنف السيد أبوستوليدس القرار أمام محكمة الاستئناف التي بدورها أحالت القضية إلى محكمة العدل الأوروبية في لوكسمبورغ.
وحكمت محكمة العدل الأوروبية بدورها لصالح السيد أبوستوليدس.